# Прозороки
Прозоро́ки (бел. Празарокі) — агрогородок (до 2008 года — деревня) в Глубокском районе Витебской области Беларуси. Административный центр Прозорокского сельсовета. Расположен за 45 км на северо-восток от Глубокое, за 6 км от железнодорожной станции Зябки. Автомобильные дороги связывают агрогородок с Глубоким, Полоцком, Дисной.

## География
В 5 км к западу от посёлка расположено озеро Гиньково.

## История
Впервые Прозороки упоминаются в начале XVI века. С 1523 года Прозороки принадлежали Ивану Корсаку и входили в состав Полоцкого воеводства.
После 1609 года Прозороки перешли во владение Яна Рогозы, в 1616 году поселение унаследовали его сыновья. В 1629 году Прозороками владел Василий Тукович. В 1666 году Прозороки перешли к Юстиниану Щиту. В середине XVIII века поселение перешло к Храповицким.

### В составе Российской империй
В 1793 году Прозороки вошли в состав Российской империи, где являлись центром волости Дисненского уезда Минской, с 1842 года Виленской губернии. В 1848—1885 годах Прозороки принадлежали барону Аркадию Кройцу. В 1866 году здесь было 14 дворов. С 1856 года функционировала школа. В 1902 году работали волостное правление, почта, земский начальник, судебный следователь, фельдшерский участок. Каждый понедельник проводились ярмарки.

### Новейшее время
В 1921 году Прозороки были включены в состав Польши, где являлись центром гмины Дисненского повята Виленского воеводства.
В 1939 году Прозороки вошли в состав Белорусской ССР, где 12 октября 1940 года стали центром сельсовета. В 1992 году здесь было 255 дворов, на 2007 год — 225 хозяйств.
В 2015 году в Прозороках отметили 155-ю годовщину со дня рождения основателя белорусского театра Игната Буйницкого. В рамках мероприятия под названием «Чтим славное имя его» состоялась служба в местном храме, после прошло торжественное возложение цветов к памятнику Игнату Буйницкому. Затем в прозорокском Доме культуры прошла праздничная программа с участием коллективов Глубоччины и народного театра фольклора «Терешка». Специальным событием праздничных торжеств стало вечеринка «А музыканты играют, играют...», на образец вечеринок, которые устраивал Игнат Буйницкий.

## Население
- 1866 год — 103 жителя
- 1999 год — 549 жителей
- 2007 год — 452 жителей
- 2009 год — 411 жителей
- 2019 год — 336 жителей

## Инфраструктура
Действуют средняя школа, дошкольное учреждение, больница, амбулатория, библиотека, клуб.

## Культура
- Музей ГУО "Прозорокская средняя школа Глубокского района имени И. Т. Буйницкого"

## Достопримечательности
- Костёл Вознесения Девы Марии (1899—1907) —  Историко-культурная ценность Республики Беларусь, шифр 213Г000407.
- Православная церковь Петра и Павла (1909) —  Историко-культурная ценность Республики Беларусь, шифр 213Г000408.
- Братская могила советских воинов и партизан (1957) —  Историко-культурная ценность Республики Беларусь, шифр 213Д000410.
- Памятник на могиле Игнатия Буйницкого (1965) —  Историко-культурная ценность Республики Беларусь, шифр 213Д000409.
- Дом генерала Мухина.

### Утраченное наследие
Монастырь францисканцев (XVII в.).

## Галерея

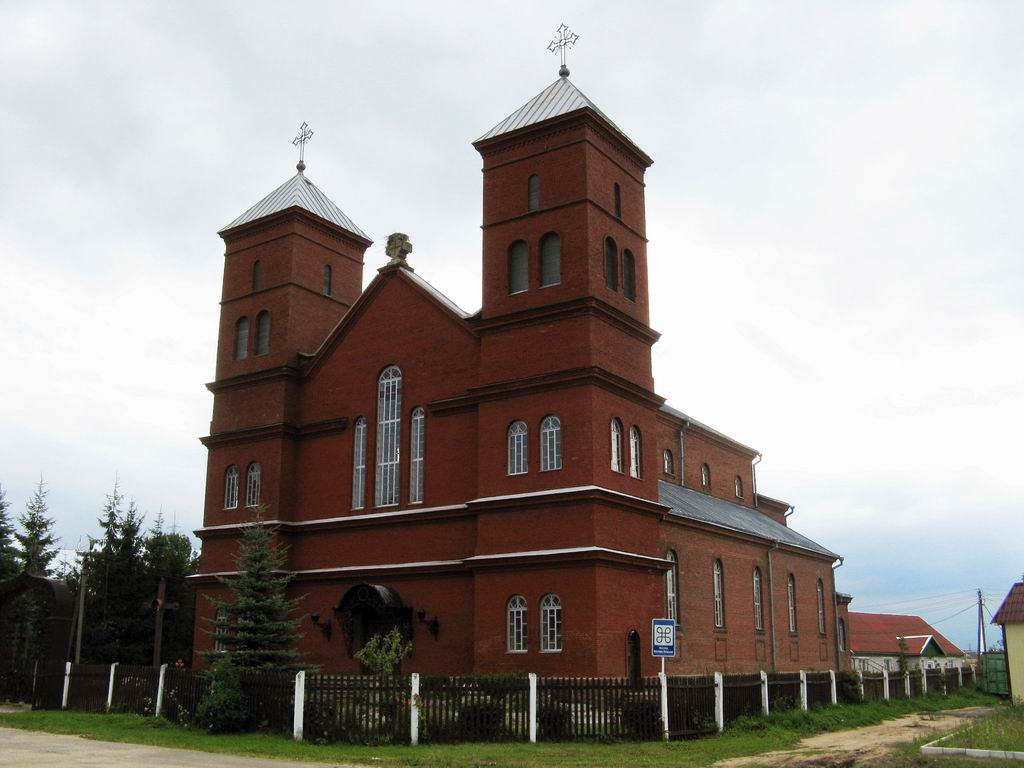
Костёл Вознесения Девы Марии
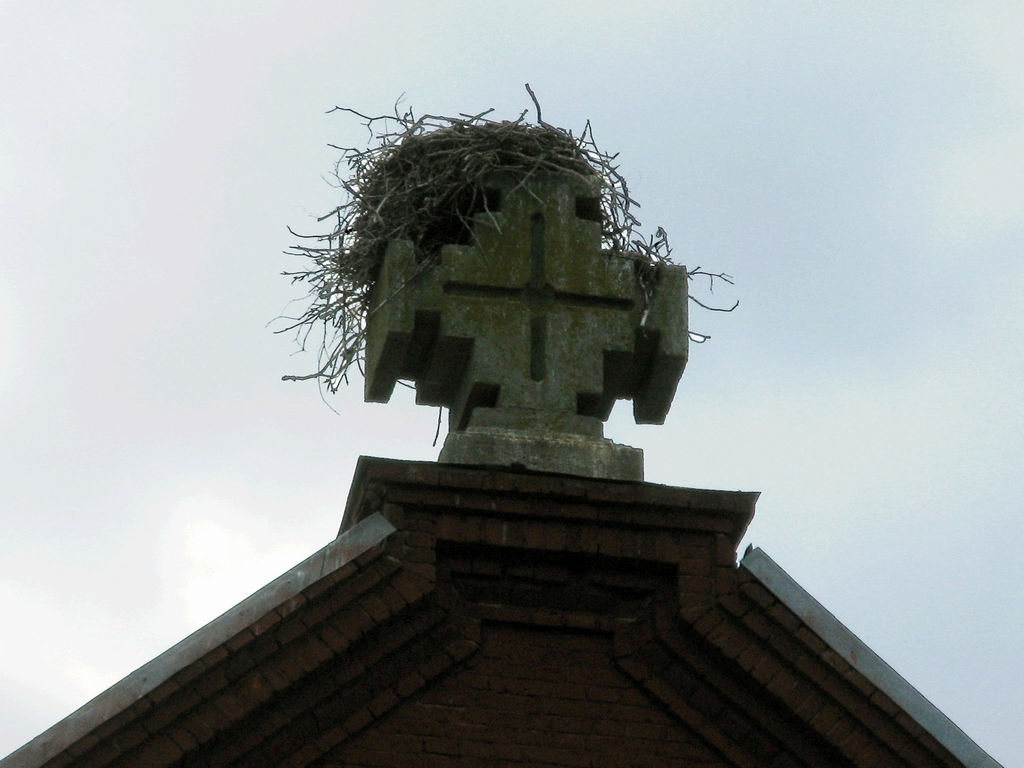
Костёл Вознесения Девы Марии, фронтон
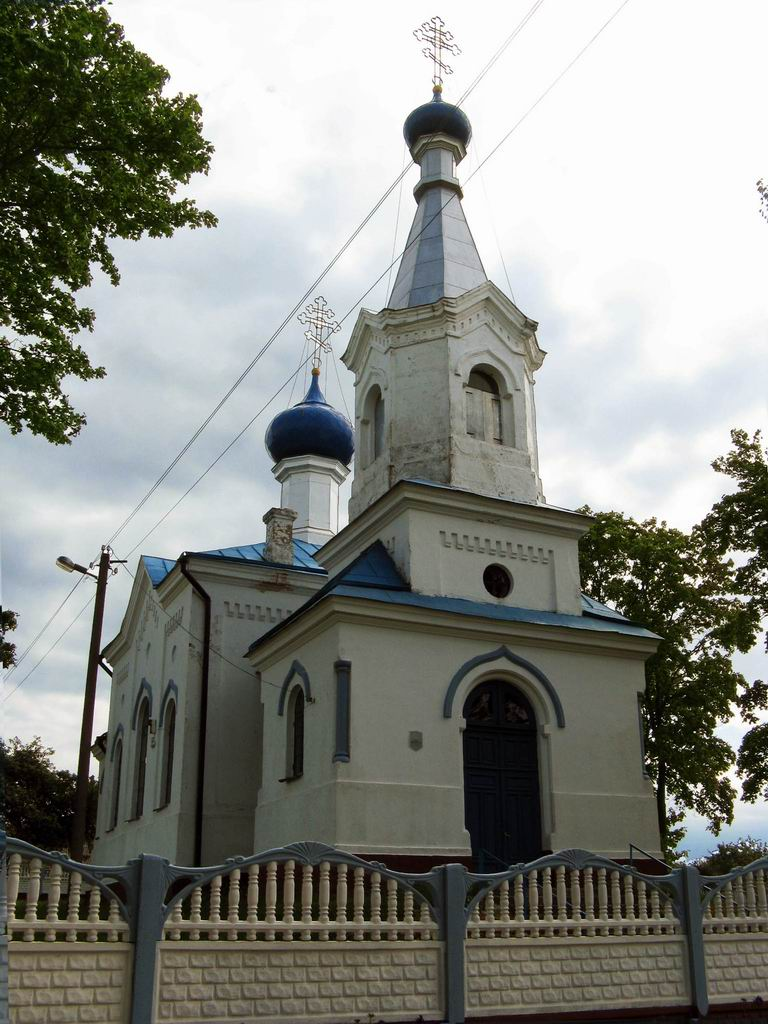
Православная церковь Петра и Павла
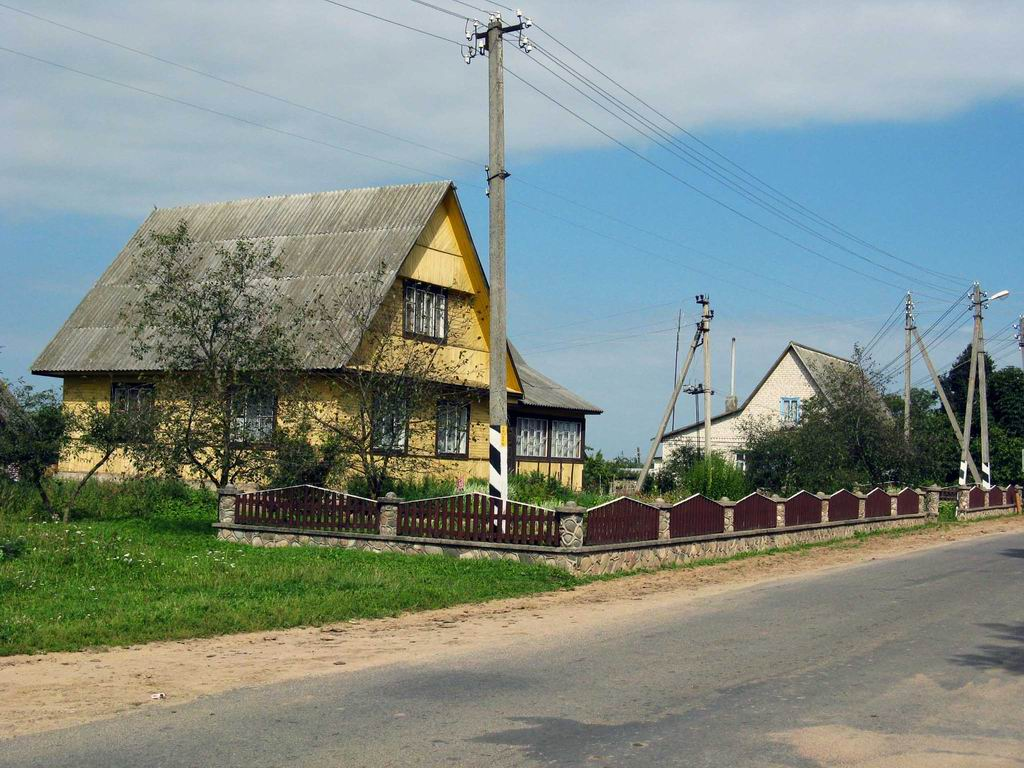
На улице села

## Известные уроженцы и жители
- Буйницкий Игнат Терентьевич (1861—1917) — белорусский театральный деятель.